# Maarten Doorman

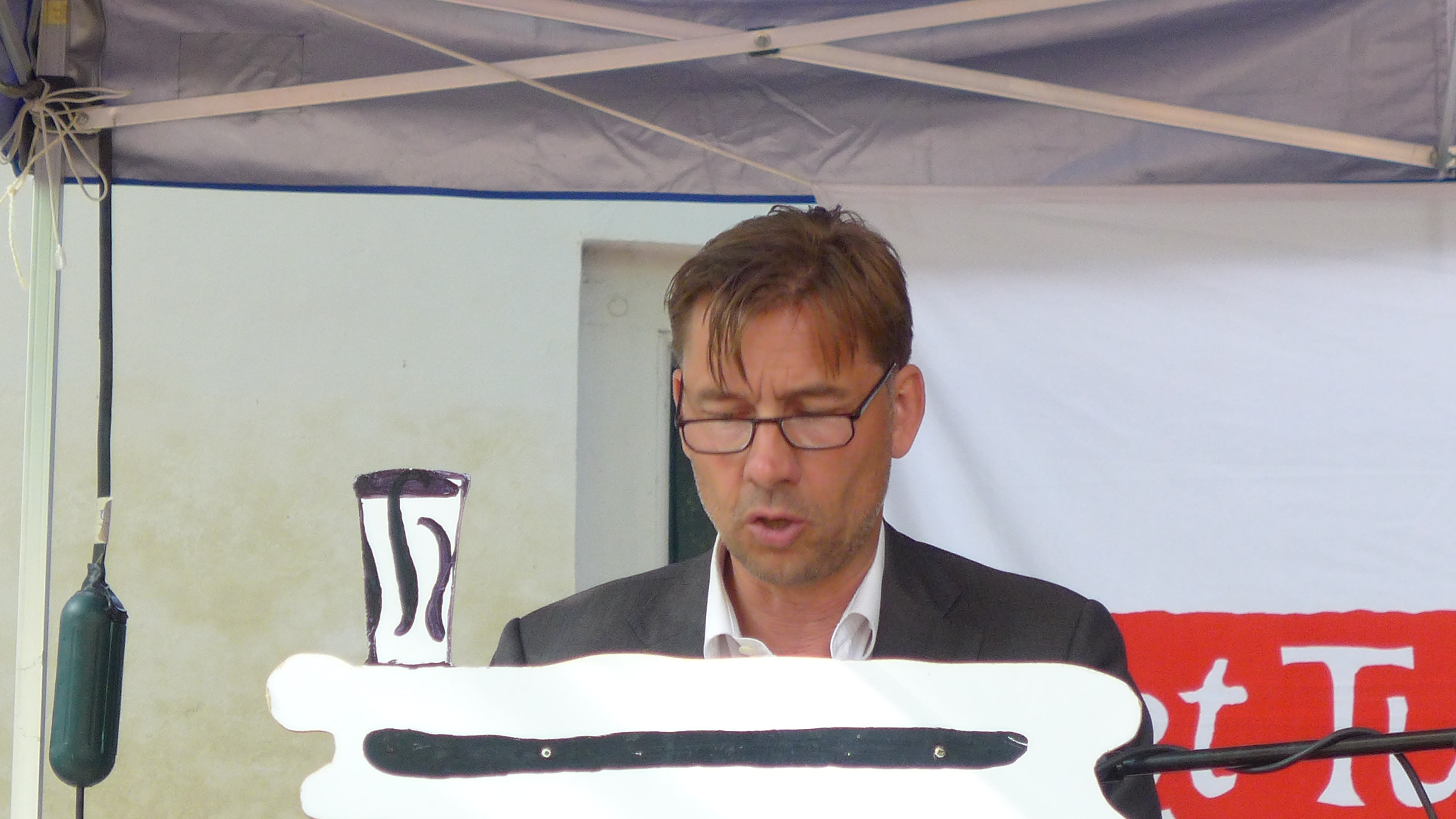
Maarten Doorman op het poëziefestival Het Tuinfeest in Deventer, 3 augustus 2013

Ferdinand Maarten (Maarten) Doorman (9 juni 1957) is een Nederlandse filosoof, schrijver en dichter. Hij doceert cultuurfilosofie aan de Universiteit Maastricht en is medewerker van NRC Handelsblad.

## Leven en werk

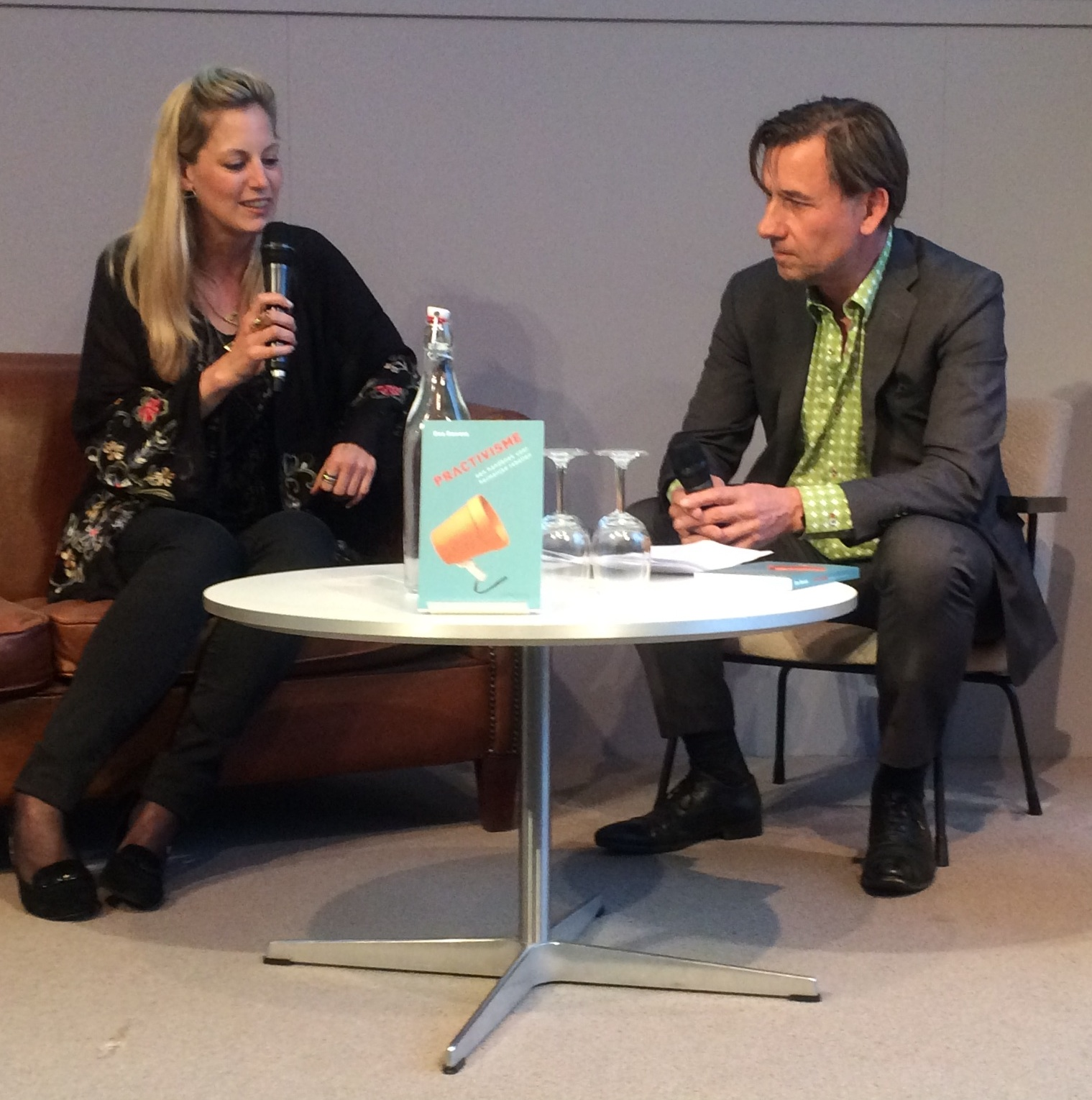
in gesprek met Eva Rovers
bij Spui25 op 24 april 2018

Maarten Doorman is helft van een tweeling. Hij bezocht het Baarnsch Lyceum, waar zijn beide ouders als leraar werkten. Na een overbruggingsjaar studeerde hij filosofie en letteren in Amsterdam. Hij promoveerde in 1994 in Maastricht op het proefschrift Steeds mooier: over vooruitgang in de kunst. In 1985 debuteerde hij met de dichtbundel Weg, wegen. Doorman was redactielid van Hollands Maandblad, van De Tweede Ronde en van het filosofische tijdschrift KRISIS. Hij was een vast panellid in het VPRO tv-programma Zeeman met Boeken. Hij schreef o.a. voor de Volkskrant, De Groene Amsterdammer en Filosofie Magazine. Zijn poëzie verscheen in een groot aantal bloemlezingen.
Doorman werd in 2000 benoemd tot bijzonder hoogleraar Literaire Kritiek aan de Vrije Universiteit Amsterdam. In 2004 volgde zijn benoeming tot bijzonder hoogleraar Journalistieke Kritiek van Kunst en Cultuur aan de Universiteit Amsterdam (tot 2014), sinds 2016 is hij bijzonder hoogleraar Historische Cultuur van Duitsland aan de Vrije Universiteit. Doorman publiceerde wetenschappelijk en in de vorm van essays, recensies en andere artikelen over een breed scala van onderwerpen: o.a. over beeldende kunst, (ideeën-)geschiedenis, literatuur, politiek engagement en de canon.